# Bréhal

Bréhal este o comună în departamentul Manche, Franța. În 2009 avea o populație de 3017 de locuitori.